# Wachau (Saksonia)
Wachau – miejscowość i gmina w Niemczech, w kraju związkowym Saksonia, w okręgu administracyjnym Drezno, w powiecie Budziszyn. Graniczy z Dreznem.

## Historia

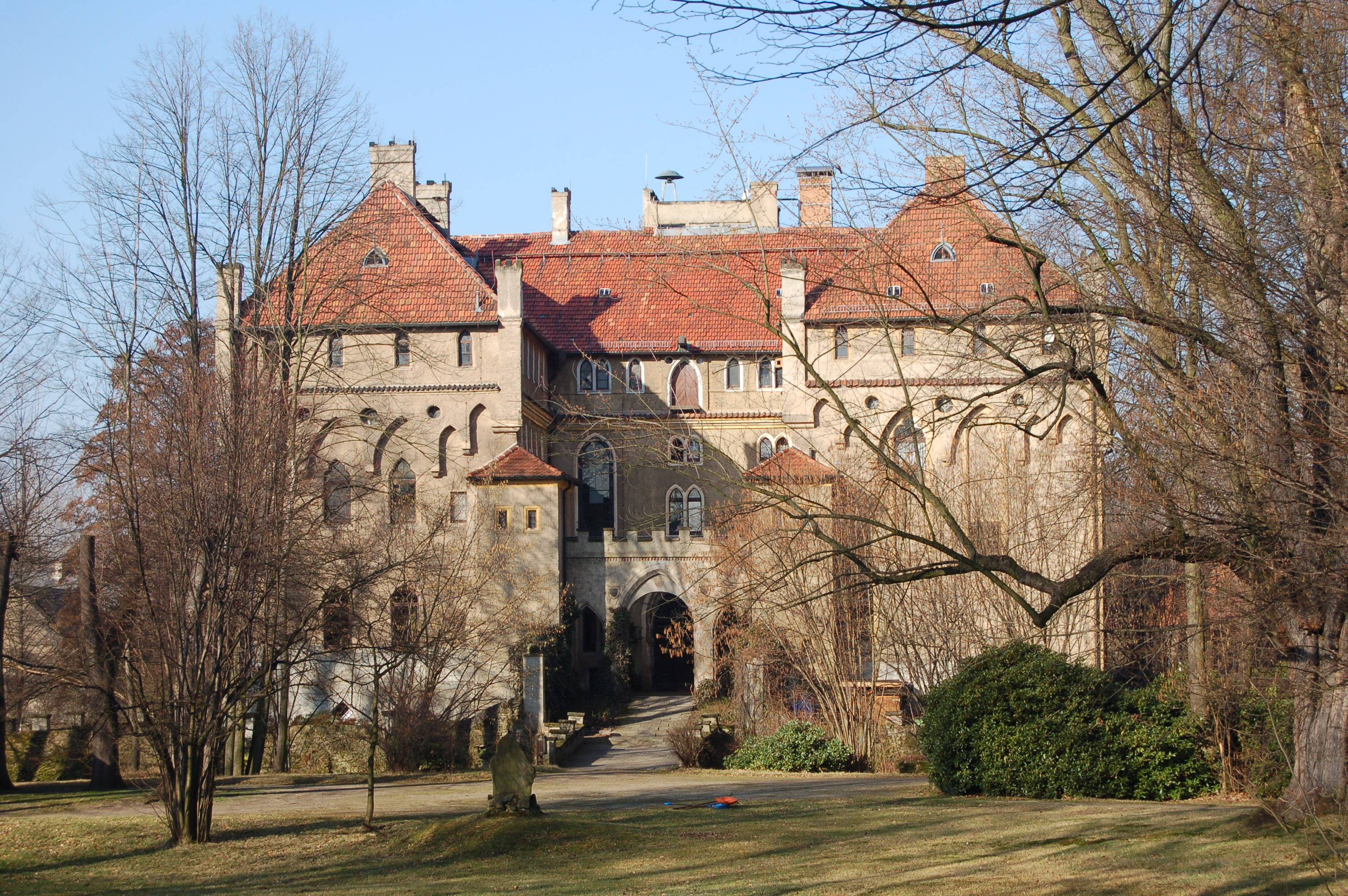
Zamek Seifersdorf

Najstarsza zachowana wzmianka o miejscowości Wachowe pochodzi z 1218 roku. W latach 1697–1706 i 1709-1763 Wachau wraz z okolicznymi ziemiami leżało w granicach unijnego państwa polsko-saskiego. W 1747 roku król Polski August III Sas podarował Henrykowi Brühlowi zamek Seifersdorf, położony współcześnie w obrębie gminy w dzielnicy Seifersdorf. W Seifersdorf urodzili się polski wojskowy i powstaniec kościuszkowski Maurycy Hauke oraz polski urzędnik Ludwik August Hauke.

## Współpraca
Miejscowość partnerska:
- Berg, Badenia-Wirtembergia (kontakty utrzymuje dzielnica Seifersdorf)